# Ithier de Saint-Martin
Pour les articles homonymes, voir Ithier.
Ithier (en latin Itherius), « Hitier » ou « Hithier » (« Hitherius ») est chancelier de Pépin le Bref à la fin de son règne (à partir de 766), puis de Charlemagne au début du sien (jusqu'en 776 ou début 777), et abbé de Saint-Martin de Tours de 775 jusqu'au début 796 au plus tard.

## Biographie
La date de naissance d'Ithier n'est pas mentionnée. Il est originaire d'Aquitaine et de probable ascendance wisigothe.
Il est notaire de la chancellerie de Pépin le Bref au moins depuis juin 760. Il succède à Badilon comme chef de la chancellerie — ces termes ne sont alors pas en usage, bien que la fonction soit équivalente — quand celui-ci devient abbé de Saint-Savin en 766. Confirmé dans ses fonctions par Charlemagne, il les conserve au moins jusqu'au 9 juin 776 (dernier diplôme certain), sans doute jusqu'en janvier 777. Il est remplacé par Radon. 
Il est envoyé en mission auprès du pape Étienne III en 770, avec Beraldus (ou Béraud), abbé d'Echternach. Il accompagne encore Charlemagne à Rome en 774. Il est aussi à Rome avec Charlemagne en 781, et participe avec Maginarius (ou Maginaire), chapelain du roi (et successeur de Fulrad comme abbé de Saint-Denis en 784), aux négociations qui permettent à l'État pontifical d'annexer la Sabine. En 785, Ithier et Maginaire sont à nouveau à Rome pour consulter le pape Adrien Ier sur le traitement à réserver aux Saxons qui viennent d'être définitivement vaincus.
Il est mentionné pour la première fois comme abbé de Saint-Martin dans un diplôme de Charlemagne du 10 mai 775, succédant à Vulfard. Le 7 février 791, il fonde à Cormery une dépendance de l'abbaye appelée la Celle Saint-Paul ; il en fait don à l'abbaye de Saint-Martin. Son successeur Alcuin, la transforme en une communauté bénédictine sous le nom d'abbaye Saint-Paul de Cormery. Une lettre conservée d'Alcuin est adressée à Ithier (n° 32, éd. Migne). La date précise de la mort d'Ithier n'est pas connue, mais Charlemagne annonce à Alcuin qu'il lui confie l'abbaye de Saint-Martin à une date comprise entre mai et juillet 796.

## Pour en savoir plus